# Fernão Gomes de Lemos
Fernão Gomes de Lemos est le 3e et dernier capitaine du Ceylan portugais. Lorsqu'il quitta le pays, il laissa le poste vacant pendant 27 ans, de 1524 à 1551.
Le Royaume de Kotte n'étant pas encore disloqué, son statut de capitaine l'ordonnait de gérer les comptoirs portugais sur l'île de Ceylan, pour le commerce de la cannelle.
Il est aussi ambassadeur de Portugal à la cour du Chah de Perse, de 1515 à 1517.

## Biographie
Il était le deuxième fils de João Gomes de Lemos, 2e seigneur de Trofa et de sa femme, Violante de Sequeira.
Il est probablement né vers 1485, quelques années après son frère aîné, Duarte de Lemos.
Il se rendit en Inde, avec son frère aîné - le précité Duarte de Lemos, 3e seigneur de Trofa - dans l'armada qui quitta Lisbonne en 1508. Il participa ensuite à la prise de Malacca (1511) et de Ormuz (1515) par les Portugais sous Afonso de Albuquerque. Il fut également présent lors du siège raté d'Aden, en 1513.

### Envoyé en Perse
En 1515, Albuquerque l'envoya comme ambassadeur à la cour du Shah Ismail I de Perse. De là, Lemos a écrit plusieurs lettres au roi Manuel Ier du Portugal ; dans une de ces lettres, datée du 4 janvier 1517, il rappelle que lorsqu'Afonso de Albuquerque le nomma ambassadeur, la mission était "un service difficile car même le chemin vers ce pays [la Perse] n'était pas bien connu",.
La décision d'Albuquerque de nommer un ambassadeur à la cour safavide était une nécessité imposée par la proximité géographique d'Ormuz - qui venait d'être conquise par les Portugais - avec la Perse et par le rôle traditionnel de la Perse en tant que suzerain d'Ormuz.
Les contacts diplomatiques entretenus par Fernão Gomes de Lemos avec le Chah safavide étaient publiquement cordiaux, mais en privé le souverain persan a exprimé son mécontentement face à l'occupation portugaise d'Ormuz. Les contre-propositions de l'ambassadeur Lemos - dont un soutien militaire portugais, en cas de conflit entre la Perse et son rival, le sultanat mamelouk - parviennent cependant à fonder les relations luso-persanes sur des bases relativement saines.

### Capitaine de Ceylan
Lemos fut le 3e et dernier capitaine du Ceylan portugais, de 1522 à 1524, basé à Colombo.
Peu de temps après son entrée en fonction, au début de 1523, il écrivit au roi Jean III. Dans cette lettre, Lemos a exprimé l'opinion qu'il serait inutile et même contre-productif de maintenir la forteresse portugaise à Colombo (édifiée sous le mandat de son prédécesseur) car cela provoquait une forte réaction d'opposition parmi les Cinghalais "qui voyaient l'oppression [dans l'existence] de cette forteresse". Compte tenu du "peu de fruits que l'on pouvait tirer de la garnison militaire portugaise" et du fait qu'il n'y avait "pas d'ambitions portugaises en jeu" et qu'en tout cas [il] "existait de très sérieuses difficultés pour les réaliser", Lemos a conclu que "pour les besoins de la vassalité et du commerce, il suffisait d'avoir une Feitoria; et tout le reste constituerait un obstacle à l'expansion de l'État [portugais] par d'autres moyens",.
Le gouverneur à Goa, Dom Duarte de Meneses, était d'accord avec l'opinion de Lemos et la renforçait en déclarant qu'à Ceylan seul le commerce de la cannelle était important, tout le reste étant "de peu d'intérêt".
La couronne portugaise, tenant compte des avis du capitaine Lemos à Colombo et du gouverneur Meneses à Goa, a envoyé des instructions par l'intermédiaire du nouveau vice-roi, l'amiral Dom Vasco de Gama, qui a ordonné le démantèlement de la forteresse, ne laissant à Colombo qu'un comptoir portugais. Cela avait été une décision déjà envisagée par le roi Manuel Ier, et maintenant mise en œuvre par son successeur Jean III.
Fernão Gomes de Lemos, conformément aux instructions royales, détruisit ainsi la forteresse et retourna avec la garnison et l'artillerie portugaises à Goa, sur le navire du capitaine António de Lemos, son frère. A Colombo, il ne resterait que le chef du comptoir (et aussi alcaide, ou maire), Nuno Freire de Andrade, avec 20 soldats. Le vice-roi Vasco da Gama, à Goa, écrivit quant à lui au roi de Kotte, Bhuvanekabãhu VII, l'informant de la décision de détruire la forteresse et de ne garder qu'un comptoir à Colombo, expliquant que "la forteresse était une cause de trouble ; pour satisfaire Votre Altesse j'ordonne donc sa destruction et je n'y laisse qu'un agent pour recueillir les tributs et le commerce des épices utiles au royaume [de Portugal]".
Fernão Gomes de Lemos eut encore le temps de présenter formellement le nouveau chef du comptoir et son scribe au roi Bhuvanekabahu VII, qui les accueillit avec bienveillance, leur promettant son soutien ; ce n'est qu'après avoir effectué cette dernière démarche diplomatique que Lemos a quitté Colombo pour retourner sur la côte de Malabar,.
Il retourna au Portugal à la fin des années 1520 et acheta un domaine à Alenquer le 3 août 1529 pour la somme de 850 000 reais.

### Sa mort "au service du roi"
Il est l'un des quatre frères du susmentionné capitaine António de Lemos - le plus jeune fils des 2e seigneurs de Trofa - que le gouverneur de l'Inde portugaise, Martim Afonso de Sousa, écrivant au roi Jean III de Goa, le 1er décembre 1543, mentionne comme étant «mort au service du Roi».
Ainsi, étant donné la date de son achat d'un domaine au Portugal et la date et le contenu de la lettre de Martim Afonso de Sousa, il est probable que Lemos soit mort dans l'Inde portugaise - et probablement en tant que combattant - au cours des années 1530.
Il ne s'est jamais marié, mais a eu une fille illégitime, Filipa de Lemos, à qui il a laissé 40 000 reais pour son mariage, dans son testament.